# Ongeval

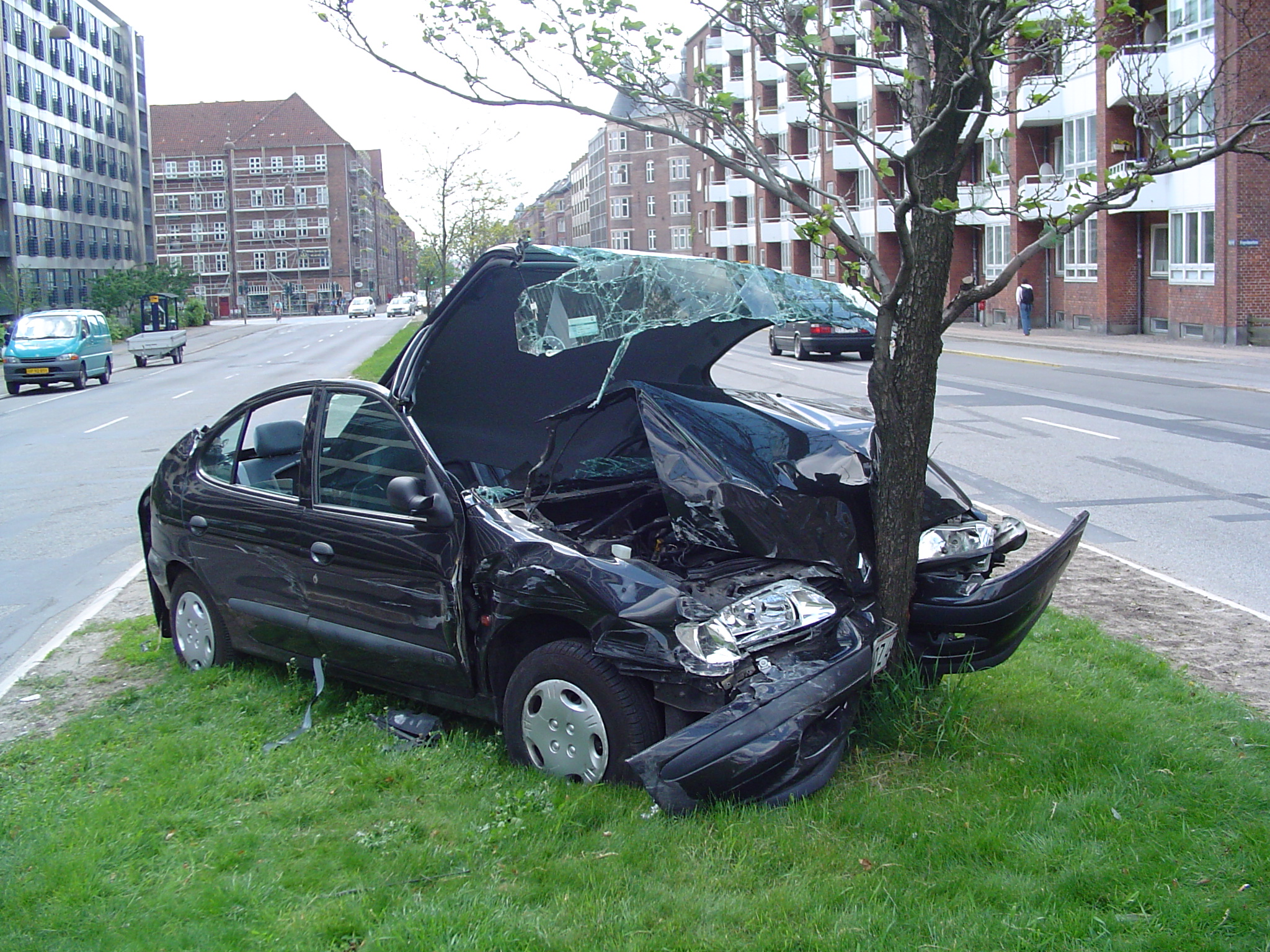
Eenzijdig verkeersongeval.

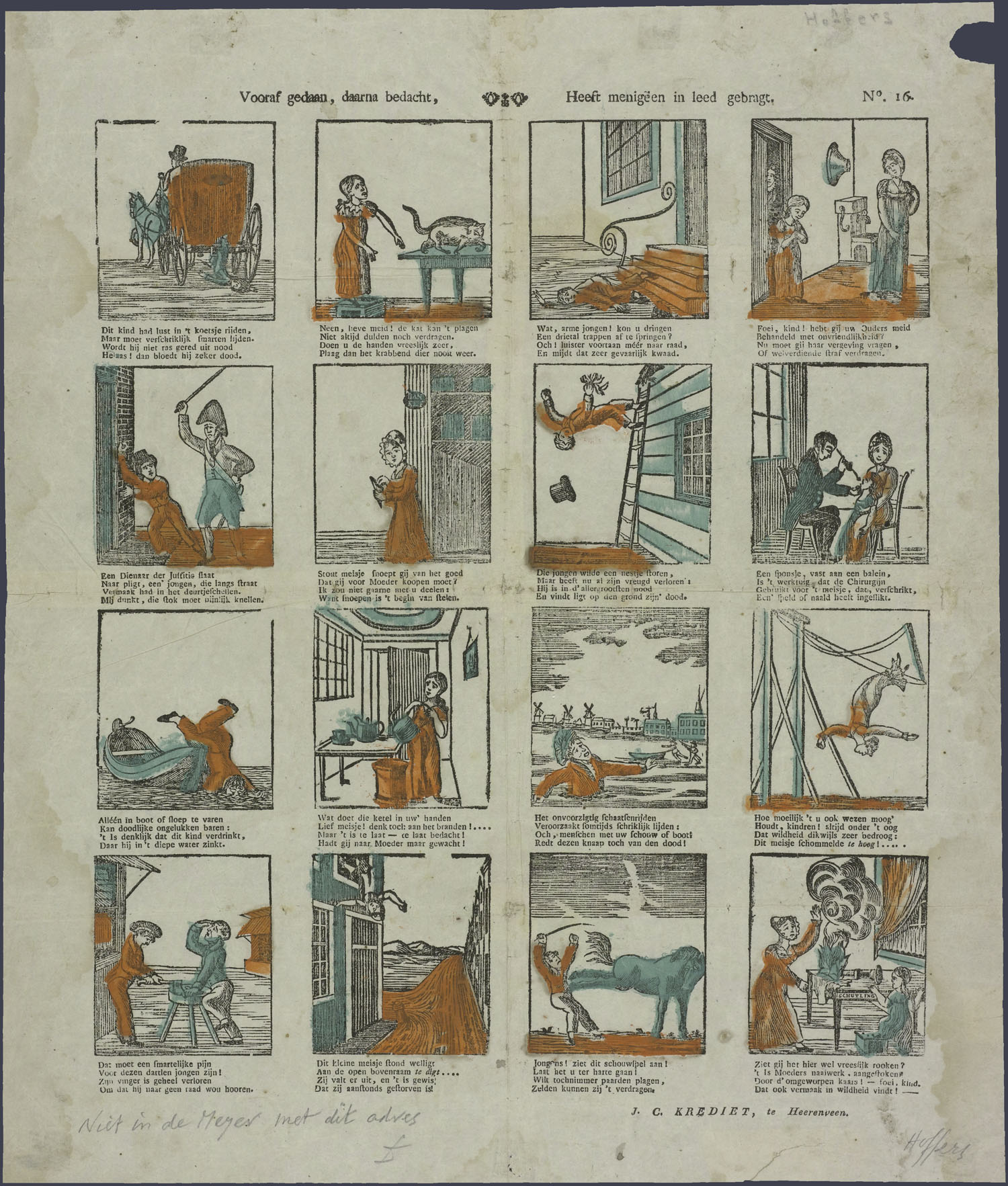
Een centsprent (ca. 1840) met kinderen die uiteenlopende ongelukken krijgen: ze vallen van een koets, een trap, een ladder, een schommel en uit een raam, een kind wordt door de kat gekrabd, krijgt slaag na belletje trekken, heeft een naald ingeslikt, verdrinkt, brandt zich, zakt door het ijs, krijgt een trap van een paard, veroorzaakt brand, enz.

Een ongeval of ongeluk is iets dat mis gaat en waarbij (meestal) schade optreedt. Meestal wordt letselschade en materiële schade onderscheiden.
Een ongeluk is een ongunstige loop der omstandigheden, tegenspoed. Een ongeval is het feit of omstandigheid dat er iets onverwachts gebeurt dat schade of letsel veroorzaakt.
Vaak spreekt men van ongevallen in combinatie met een ander woord: ski-ongeval, auto-ongeval, spoorwegongeval, luchtvaartongeval. Van een ramp is sprake als er (zeer) grote schade is en/of veel (dodelijke) slachtoffers.
Oorzaken kunnen zijn:
- menselijke fouten;
- organisatorische gebreken;
- onderdeelgebreken;
- systeemgebreken.